# Xylotrechus mehli
Xylotrechus mehli är en skalbaggsart som beskrevs av Dauber 2004. Xylotrechus mehli ingår i släktet Xylotrechus och familjen långhorningar. Inga underarter finns listade i Catalogue of Life.